# Ulopeza syleptalis
Ulopeza syleptalis là một loài bướm đêm trong họ Crambidae.